# 维基百科编辑手册
《维基百科编辑手册》（Wikipedia - The Missing Manual），2008年1月由耶魯大學出版社出版，由J·布羅頓所著，他有多年的编著維基百科工作经验，蓄積累累，便依自己编辑维基百科的经验写成此书，详叙编辑維基的要領。 
評論員羅伯特·史雷德寫道：「對於任何有興趣參與這偉大的實驗的人來說，這本書是甚佳的介紹。《维基百科编辑手册》是歐萊禮媒體「消失的手冊」（"Missing Manual"）系列的一部份。
2009年1月26日，歐萊禮宣佈書中的內容以與維基百科相容的自由授權方式發佈，其後在維基百科的「幫助」頁面上可以修改。